# 白夜极光
《白夜极光》是一款由腾讯游戏旗下巡回犬工作室制作，并由腾讯游戏公司代理发行的战略角色扮演游戏，于2021年6月17日发布，其中台港澳服于2021年9月16日正式开服。中国大陆发行商则于2023年1月17日取得游戏版号，2023年6月13日正式开服。台港澳、中國大陸與國際版本皆於2025年1月24日停止營運。

## 游戏玩法
以战棋类游戏为背景，游戏将一块格子盘分成红、黄、绿、蓝四种颜色，分别对应游戏中的四大角色属性——火、雷、森、水。
游戏中的角色被称为“光灵”。玩家负责控制“光灵”组成的队伍，连接相同颜色色块画出一个路线，“光灵”队伍将沿路线移动，并沿途打击敌人。在游戏中，“光灵”组成的队伍只能整体进行移动，一个队伍内最多五个“光灵”，其中第一个是队长，连接各种颜色的色块，对应属性的“光灵”及队长将进行攻击。
游戏中有四大职业——变化、狙手、爆破、辅助。每个角色都有自己的特别能力，除基本攻击外，达到一定连接格数可释放连锁特殊技能，搭配不同角色技能可以打出连携攻击，对敌人造成高强度打击。
大部分角色依稀有度分成3、4、5、6四种星级。此外還有透過特別活動或番外玩法取得的1、2星角色，這些角色主要是紀念或搞笑為用途，角色性能較為弱勢。

在遊戲中，可以透過升級、突破、覺醒和升級光靈裝備等途徑強化角色數值和解鎖更多技能。
召集
与许多抽卡游戏一样，游戏也内置抽卡机制，称为“召集”。

玩家可以消耗召集星標和特召星標，拉下螢幕中的拉桿，進行一次或連續十次的召集。 其中召集星標可用來抽取「新手召集」(次數限定)、「常駐標準召集」、「輪換推薦召集」和不定期的「定向召集」。

特召星標用來抽取活動期間限定的卡池，該卡池會依據當期活動劇情推出五星或六星的新角色。部分的六星角色為限定，在卡池關閉後短期內不會再出現，其餘角色會在卡池結束後進入「常駐召集」，與一般角色的抽取機率相同。

兩種星標可以透過光珀購買、商店兌換等途徑取得，價值相等。該遊戲也設有抽卡保底機制，每個卡池的規則都些許不同。
升級
耗費一定數量的瑩玉(升級道具)，使角色的攻擊、防禦、生命值等數值隨著等級提高。

瑩玉分為一、二、三階，愈高階提升的經驗值也愈多。其中每階的瑩玉都有相對應的屬性(火、雷、森、水)，將有屬性的瑩玉分給對應屬性的光靈，獲得經驗值提升50%；無屬性的"共通瑩玉"提升效果則都相同。
覺醒
耗費該光靈相應屬性的材料後，進一步提升數值、解放等級上限，並將角色等級歸回一級。
每位光靈都有三個覺醒階段，初始狀態為覺醒0階段，等級上限為30。 在覺醒一、二、三階段的等級上限分別為40、50、80；在覺醒一階段解鎖裝備技能，並在覺醒三階段時解鎖角色的新立繪(三星以下無)。
突破
不受等級和覺醒的限制，耗費一定數量的心之石依序各個節點提升基本生命值和防禦力；在某些突破節點需耗費該名角色的心珀，提升角色的裝備技能、減少連鎖技能的觸發數、或將主動技能變為先制攻擊。

角色的突破節點個數(即可突破次數)等於該角色的稀有度星級。

例如：一名六星角色會有六個突破節點，在第三和第六個節點將強化技能，而第三次突破開始每一次突破都需要一個角色心珀。 另外，三星以下角色突破不需耗費心珀，突破成本也較低，但數值和技能提升較弱。
此外游戏还设置基建系统（称为“巨像”）、每日登录及任务奖励、以及专属的各类虚拟货币。

## 故事背景

### 故事大纲
游戏故事的背景架设在虚构行星“艾欧利亚”，与地球不同，这是个两侧为永昼及永夜状态的特殊行星。在昼夜交界之處的“艾斯特拉”(Astral) 地域是晨昏圈上的珍寶，擁有規律的晝夜交替，是生命的起源、文明的家園。

大陆中有一群古老的種族——空裔，他們居住在隱蔽的空之山谷，在學員中選出優秀的人選作為巨像的下任駕駛員(又稱領航員)，他們能透過巨像上的意識心智模組和巨像交流並駕駛它們。具已知情報，空裔的起源和巨像的技術都已不可考，人們稱那個神祕的古時期為"舊時代"。

空裔擁有「感應能力」，能夠感受光的軌跡、知曉同伴的想法以及指導光靈更有效地戰鬥。

在故事正式展开的十七年前，在空裔族群中的叛徒「舒默」和神祕的黑暗組織日蝕裡應外合，帶領著「暗鬼」夜襲空之山谷和其他區域，使巨像和空裔幾乎全滅，史稱暗潮危機。
該事變後，叛徒舒默駕駛巨像「吞噬者號」投奔暗鬼，另外有一名空裔"孟德爾頌"駕駛「守密者號」帶著一個重要的組件逃離空谷。

玩家作为十七年后幸存的空之末裔，在一次意外事件中带着僅存的巨像「臨空者號」得以重新踏出大陆，並與一群出外探查的光靈相識結交成為好友——光灵可以从地面上不同颜色的“光”中激发强大的能力，而玩家则需要引导他们利用“光”来战斗，对抗仍在肆虐的“暗鬼”，並在一次次的歷險後逐步解開身分的謎團和當年的秘密......

## 音乐及二次创作
日本作曲家橘麻美担当大部份游戏音乐作曲，主题曲《白夜》由日本歌手Reol创作并演唱。游戏在日本很受欢迎，腾讯于2021年在pixiv上举办二次创作活动，并邀请许多作画家支持比赛。

## 反響及评价
遊戲公測首日登上日本App Store和Google Play免費榜首位，上線兩週註冊玩家數量超過七百萬，根據Sensor Tower統計，遊戲在2021年6月的營收約1700萬美元，之後遊戲跌出暢銷榜100名開外。2023年6月13日，中國大陸服上線，首兩天登上App Store免費榜首位，之後跌出50名之外。游戏茶馆評論員迷宫認為遊戲「市场表现中规中矩」，跟不上遊戲高昂的製作和宣發支出。《新快報》記者陈学东評價遊戲在中國大陸的市場表現「不溫不火」，他指出遊戲跟不上市場需求，遊戲只有美術和音樂是賣點是不夠的。
Hardcore Droid称赞其玩法和故事，但指出玩家可能会觉得这两者都很单调。而来自4GAMERS的特约作者则称赞其角色设计和立绘呈现“堪称业界一流”，不过其玩法稍显薄弱。